# Husův sbor (Žižkov)
Husův sbor Jana Žižky nebo též Žižkův sbor CČSH na Žižkově je náboženská obec Církve československé husitské a modlitebna z roku 1925. Nachází se na náměstí Barikád v Praze 3 – Žižkově. Kostel byl v lednu 2024 po několikaleté rekonstrukci znovuotevřen, používá také označení komunitní kostel nebo Žižkostel.

## Historie

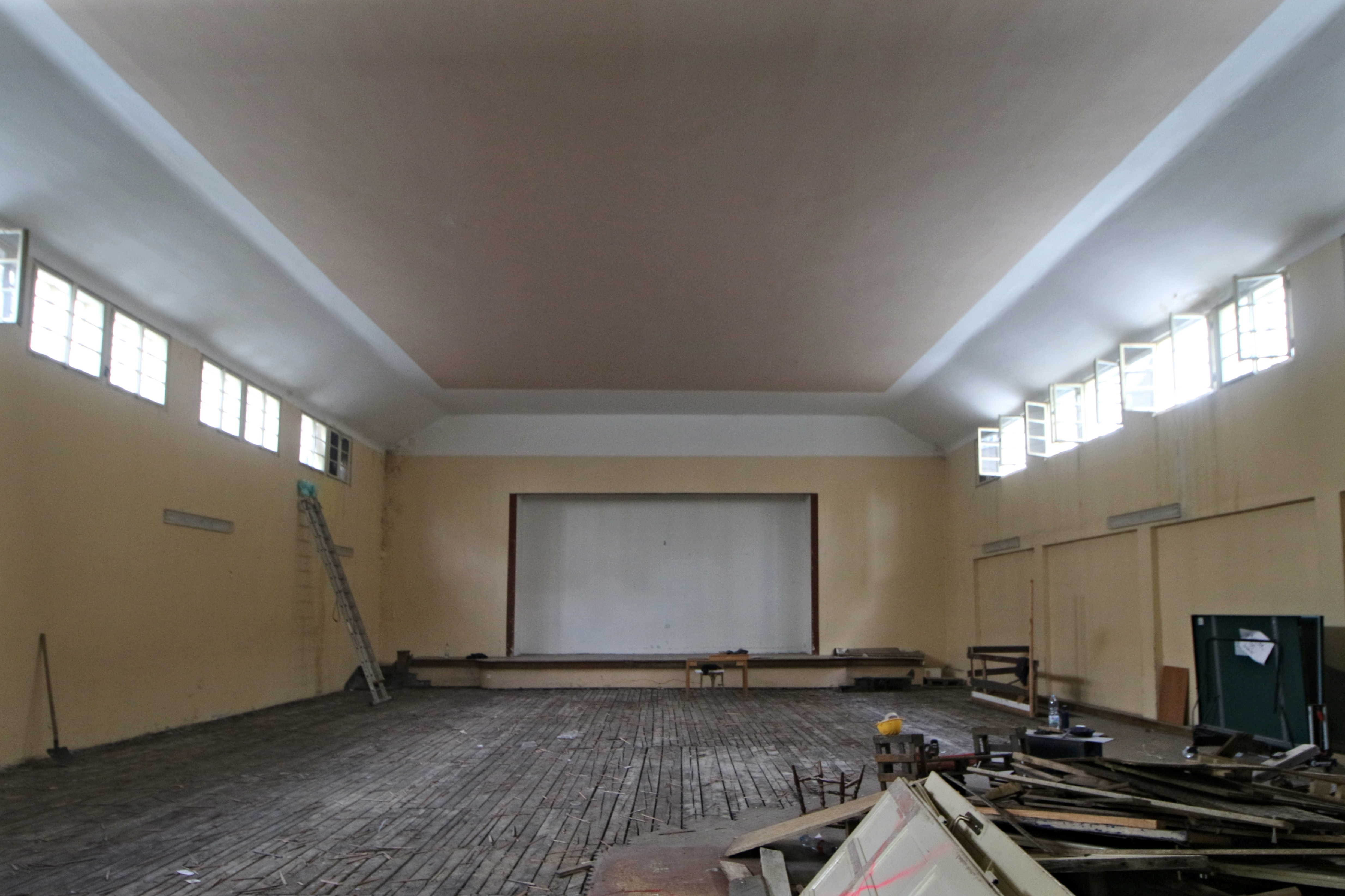
Rekonstrukce Žižkova sboru, jaro 2020

Žižkovská obec CČSH byla založena 25. července 1920 a první schůze sboru se konala 31. srpna téhož roku, na níž byla jmenována první sborová rada starších.
Jako první místo konání pravidelných nedělních bohoslužeb sloužila Betlémská kaple Českobratrské církve evangelické v Prokopově ulici. Od 7. listopadu 1920 zde působil první žižkovský farář Josef Šlapák. Brzy však pronájem nevelké kaple přestával kapacitně dostačovat. Původně totiž sbor usiloval o velký novogotický žižkovský kostel sv. Prokopa.
Proto byla roku 1923 zakoupena parcele na dnešním náměstí Barikád a na něm v letech 1923–1925 vystavěna nová budova podle návrhu architekta Františka Kaliby. Nový žižkovský sbor byl slavnostně otevřen 25. prosince 1925 bohoslužbou faráře Valenty.

## Prostory sboru
Při vstupu se po levé straně nachází kolumbárium, na pravé straně je kancelář sboru a uprostřed velký sál sboru. Z kanceláře se průchodem dostaneme přes kuchyňku do malého sálu.
Nad vstupem se nachází kůr s varhanami.
Pod zázemím po pravé straně se nachází suterénní klubovna přístupná zvláštním vchodem z ulice. Slouží nízkoprahovému klubu pro mládež.

## Aktivity
Ve sboru probíhají bohoslužby a náboženská setkání a příležitostně se v malé modlitebně schází nezávislý romský sbor.

## Duchovní sboru
Seznam duchovních Žižkovského sboru, jména farářů jsou uvedena tučně:
- Josef Šlapák (1920–1922)
- Josef Valenta (1923–1939)
- Josef Vorlíček (1922)
- Jan Blažek
- Zdeněk Bártl (1939)
- Rudolf Hovádek Horský (1940–1949)
- Jaroslav Světlý (1940–1946)
- Miroslav Čepelka (1946)
- Jiří Kostelecký (1946)
- Antonín Urban (1949–1951)
- Dobroslav Kopecký (1951–1953)
- Bohuslav Švec
- Josef Míka
- Miloš Kejklíček
- Jarmila Paulátová
- Mojmír Úšela
- Jaroslav Vonka (1952–1956)
- Jaroslav Ebert (1953–1958)
- Naděžda Kučerová
- Věra Nepovímová
- Karel Vyskočil (1957, zastupující)
- Miroslav Matouš (1957–1958)
- Miloš Našinec (1958–1962)
- Dagmar Škramovská (1957–1962)
- Jana Švábenická (1962)
- Milan Salajka (1962–1965)
- Jaroslav Vonka (1965–1967)
- Miroslav Čepelka (1967–1980)
- Eliška Wagnerová (1967)
- Jitka Malínková (1972)
- Dagmar Wienerová (1981–1990)
- Aurelie Durchánková
- Petr Tvrdek (1990–1994)
- Emanuela Blažková (1994–1999)
- Dagmar Krmenčíková (1994, zastupující)
- Renata Krausová (2000–2009)
- Jan Kozler (2000)
- Jan Daniel Došek (2009–2010, administrující)
- David Hron (2009–dosud)
- Alena Mynaříková (2009–dosud)